# 12586 Juliaspeyer
12586 Juliaspeyer este o planetă minoră (asteroid), cu un diametru de 5,614 km, din centura de asteroizi. A fost descoperită pe 7 septembrie 1999 la Magdalena Ridge Observatory⁠(d) de Lincoln Near-Earth Asteroid Research. 
Obiectul prezintă o orbită caracterizată de o semiaxă mare de 2,7565105 UAi, o excentricitate de 0,18, o înclinație de 3,51786 ° în raport cu ecliptica.